# Münchhausenův syndrom
Münchhausenův syndrom je duševní porucha, při které postižený předstírá tělesnou nebo duševní poruchu, pro kterou je následně léčen. Možný je i Münchhausenův syndrom v zastoupení, kdy postižený předstírá poruchu u závislé osoby, obvykle u dítěte. Pro diagnózu je podstatné, že postižená osoba nemá racionální motivaci chorobu předstírat, chorobné je právě ono předstírání.
Syndrom je pojmenován po baronu Münchhausenovi, též známému jako Baron Prášil, který proslul fantastickými historkami o svých zážitcích a dobrodružstvích. Jako první poruchu popsal roku 1951 britský lékař Richard Asher.
Mezinárodní klasifikace nemocí (MKN) uvádí, že jde o "úmyslné vyvolávání nebo předstírání somatických nebo psychických příznaků či nezpůsobilosti (umělá porucha) a znamená, že osoba opakovaně předstírá symptomy bez zjevné příčiny a může sáhnout i k sebepoškozování pro vyvolání příznaků poruchy". Motivace je nejasná, pravděpodobně jde o vnitřní pocit s cílem osvojit si roli nemocného a získat pozornost okolí či zdravotnického personálu.